# درمان تجربی
درمان تجربی (به انگلیسی: Empiric therapy) به درمان بیماری‌ها بر اساس تجربه گفته می‌شود. یا به طور خاص تر، درمان بر اساس حدس بالینی در غیاب اطلاعات کامل از بیمار است و قبل از تشخیص بیماری انجام می‌شود. ر واقع تشخیص تجربی بر اساس شواهد تجربی و تجربه پزشک است.
استفاده از آنتی بیوتیک‌های وسیع الطیف یکی از مؤثرترین و رایج‌ترین راه‌های درمان تجربی است.